# Leonard Kobylski
Leonard Kobylski herbu Kolumna (zm. przed 29 marca 1569 roku) – wojski nurski, starosta nurski i ostrzeszowski w 1569 roku, poborca liwski w 1567 roku.
Miał synów: Jakuba, Jana i Tomasza.
Poseł ziemi nurskiej  na sejm lubelski 1569 roku.